# Casa de Munsö
A Casa de Munsö - também apelidada de Casa de Biorno Flanco de Ferro, Casa de Uppsala, Casa do Rei Biorno ou simplesmente de Velha Dinastia (gamla kungaätten) - é o nome de uma dinastia sueca proto-histórica, deduzida a partir de várias listas, com diferenças e incompatibilidades, até agora irreconciliáveis.

Seus membros mais antigos do século VIII ou do IX são lendários, enquanto seus últimos descendentes dos séculos X e XI são históricos. Munsö é uma ilha do lago Mälaren, onde existe um monte funerário - o Björnshögen, no qual, segundo a lenda, está sepultado o rei Biorno Flanco de Ferro, lendário fundador desta dinastia.
A Saga de Hervör contem informação sobre esta dinastia, abrangendo cerca de dez gerações. Embora alguns dos reis do século IX sejam considerados históricos, a historiografia moderna sueca começa com o último rei do século X Érico, o Vitorioso. O rei Björn, o Constipado, que foi o pai de Érico, o Vitorioso, de acordo com as sagas, não é aceito como histórico pelos historiadores críticos, diferente do rei do século X chamado Emund Eriksson que aparece no trabalho de Adão de Brema.

## Reis da lendária Dinastia de Munsö
A fonte principal desta lista - tão aproximada quanto possível - é um anexo à Saga de Hervör. Alguns dos reis citados não estão todavia nessa saga, mas aparecem em outra fontes, como por exemplo o Registrum Upsaliense. Nesta época, os reis dos suíones eram eleitos, o que conduzia por vezes a haver mais do que um monarca simultaneamente, pormenor esse que é frequentemente ignorado pelos documentos referentes ao assunto. As várias tentativas de harmonização destas diferentes listas não tiveram êxito até agora.
Reis lendários
- Biorno Flanco de Ferro (Björn Järnsida; ca 860)
- Érico, filho de Biorno e Refil (Erik Björnsson e Refil; co-regentes)
- Érico, filho de Refil (Erik IV Refilsson)
- Biorno, filho de Érico (Björn Eriksson)
- Anundo de Uppsala e Biorno no Montículo (Anund Uppsale e Björn på Högen, mencionado por Rimbert na sua crónica Vida de Ansgário, eventualmente idêntico com Biorno)
- Érico, filho de Anundo ou Érico Chapéu dos Ventos (Erik Anundsson ou Erik II Väderhatt)
- (Olavo I) (Olof I Björnsson)
- (Ringo) (Ring Olofsson; Mencionado por Adão de Bremen nos Atos dos Bispos da Igreja de Hamburgo)
- (Érico, filho de Ringo) (Erik VI Ringsson)
- Emundo, filho de Érico (Emund I Eriksson Slemme)
- Érico VII (Erik VII Emundsson)
- Olavo, filho de Biorno (970-975; Olof Björnsson; irmão e corregente de Érico, o Vitorioso)

Reis históricos
- Érico, o Vitorioso (970-995; Erik Segersäll)
- Olavo, o Tesoureiro (995-1022; Olof Skötkonung)
- Anundo Jacó (1022-1050; Anund Jakob)
- Emundo, o Velho (1050-1060; Emund den gamle ou Emund slemme)

NOTA - Na historiografia sueca, a "Dinastia de Munsö" (Munsöätten) abrange uma série inicial de reis lendários, sem base histórica, e acaba com quatro reis com base histórica (Erik Segersäll, Olof Skötkonung, Anund Jakob e Emund den gamle).

Por esse motivo, é frequente esses quatro monarcas históricos serem apontados como constituindo uma dinastia própria - a "Dinastia de Erik Segersäll" (Erik Segersälls ätt).

 
O Museu Histórico de Estocolmo, publica uma lista dos reis da Suécia (Regentlängd), agrupados em dinastias (ätt), a qual é encabeçada pela "Dinastia de Munsö" (Munsöätten), compreendendo apenas os citados quatro reis históricos. 

## Árvore genealógica da Casa de Munsö segundo a Saga de Hervör
|  |  |  |  |                                                      |                                                      |                                                      |                                                      |                                                      |                                                      |                        |                        |                                   |                                   |                                    |                                    |                                     |                                     |                                       |                                       |                                       |                                       |                                       |                                       | Biorno Flanco de Ferro Björn Järnsida |                                 |                                 |                                 |                      |                      |                                      |                                      |                                                   |                                                   |                                                   |                                                   |                                                   |                                                   |  |  |  |  |  |  |  |  |  |  |  |  |
|  |  |  |  |                                                      |                                                      |                                                      |                                                      |                                                      |                                                      |                        |                        |                                   |                                   |                                    |                                    |                                     |                                     |                                       |                                       |                                       |                                       |                                       |                                       |                                       |                                 |                                 |                                 |                      |                      |                                      |                                      |                                                   |                                                   |                                                   |                                                   |                                                   |                                                   |  |  |  |  |  |  |  |  |  |  |  |  |
|  |  |  |  |                                                      |                                                      |                                                      |                                                      |                                                      |                                                      |                        |                        |                                   |                                   |                                    |                                    |                                     |                                     |                                       |                                       |                                       |                                       |                                       |                                       |                                       |                                 |                                 |                                 |                      |                      |                                      |                                      |                                                   |                                                   |                                                   |                                                   |                                                   |                                                   |  |  |  |  |  |  |  |  |  |  |  |  |
|  |  |  |  |                                                      |                                                      |                                                      |                                                      |                                                      |                                                      |                        |                        |                                   |                                   |                                    |                                    |                                     |                                     | Érico, filho de Biorno Erik Björnsson | Érico, filho de Biorno Erik Björnsson | Érico, filho de Biorno Erik Björnsson | Érico, filho de Biorno Erik Björnsson | Érico, filho de Biorno Erik Björnsson | Érico, filho de Biorno Erik Björnsson |                                       |                                 |                                 |                                 |                      |                      | Príncipe Refil                       | Príncipe Refil                       | Príncipe Refil                                    | Príncipe Refil                                    | Príncipe Refil                                    | Príncipe Refil                                    |                                                   |                                                   |  |  |  |  |  |  |  |  |  |  |  |  |
|  |  |  |  |                                                      |                                                      |                                                      |                                                      |                                                      |                                                      |                        |                        |                                   |                                   |                                    |                                    |                                     |                                     | Érico, filho de Biorno Erik Björnsson | Érico, filho de Biorno Erik Björnsson | Érico, filho de Biorno Erik Björnsson | Érico, filho de Biorno Erik Björnsson | Érico, filho de Biorno Erik Björnsson | Érico, filho de Biorno Erik Björnsson |                                       |                                 |                                 |                                 |                      |                      | Príncipe Refil                       | Príncipe Refil                       | Príncipe Refil                                    | Príncipe Refil                                    | Príncipe Refil                                    | Príncipe Refil                                    |                                                   |                                                   |  |  |  |  |  |  |  |  |  |  |  |  |
|  |  |  |  |                                                      |                                                      |                                                      |                                                      |                                                      |                                                      |                        |                        |                                   |                                   |                                    |                                    |                                     |                                     |                                       |                                       |                                       |                                       |                                       |                                       |                                       |                                 |                                 |                                 |                      |                      |                                      |                                      |                                                   |                                                   |                                                   |                                                   |                                                   |                                                   |  |  |  |  |  |  |  |  |  |  |  |  |
|  |  |  |  |                                                      |                                                      |                                                      |                                                      |                                                      |                                                      |                        |                        |                                   |                                   | Biorno no Montículo Björn på Högen | Biorno no Montículo Björn på Högen | Biorno no Montículo Björn på Högen  | Biorno no Montículo Björn på Högen  | Biorno no Montículo Björn på Högen    | Biorno no Montículo Björn på Högen    |                                       |                                       | Anundo de Uppsala Anund Uppsale       | Anundo de Uppsala Anund Uppsale       | Anundo de Uppsala Anund Uppsale       | Anundo de Uppsala Anund Uppsale | Anundo de Uppsala Anund Uppsale | Anundo de Uppsala Anund Uppsale |                      |                      | Érico, filho de Refil Erik Refilsson | Érico, filho de Refil Erik Refilsson | Érico, filho de Refil Erik Refilsson              | Érico, filho de Refil Erik Refilsson              | Érico, filho de Refil Erik Refilsson              | Érico, filho de Refil Erik Refilsson              |                                                   |                                                   |  |  |  |  |  |  |  |  |  |  |  |  |
|  |  |  |  |                                                      |                                                      |                                                      |                                                      |                                                      |                                                      |                        |                        |                                   |                                   | Biorno no Montículo Björn på Högen | Biorno no Montículo Björn på Högen | Biorno no Montículo Björn på Högen  | Biorno no Montículo Björn på Högen  | Biorno no Montículo Björn på Högen    | Biorno no Montículo Björn på Högen    |                                       |                                       | Anundo de Uppsala Anund Uppsale       | Anundo de Uppsala Anund Uppsale       | Anundo de Uppsala Anund Uppsale       | Anundo de Uppsala Anund Uppsale | Anundo de Uppsala Anund Uppsale | Anundo de Uppsala Anund Uppsale |                      |                      | Érico, filho de Refil Erik Refilsson | Érico, filho de Refil Erik Refilsson | Érico, filho de Refil Erik Refilsson              | Érico, filho de Refil Erik Refilsson              | Érico, filho de Refil Erik Refilsson              | Érico, filho de Refil Erik Refilsson              |                                                   |                                                   |  |  |  |  |  |  |  |  |  |  |  |  |
|  |  |  |  |                                                      |                                                      |                                                      |                                                      |                                                      |                                                      |                        |                        |                                   |                                   |                                    |                                    |                                     |                                     |                                       |                                       |                                       |                                       | Érico Anundsson Erik Anundsson        |                                       |                                       |                                 |                                 |                                 |                      |                      |                                      |                                      |                                                   |                                                   |                                                   |                                                   |                                                   |                                                   |  |  |  |  |  |  |  |  |  |  |  |  |
|  |  |  |  |                                                      |                                                      |                                                      |                                                      |                                                      |                                                      |                        |                        |                                   |                                   |                                    |                                    |                                     |                                     |                                       |                                       |                                       |                                       |                                       |                                       |                                       |                                 |                                 |                                 |                      |                      |                                      |                                      |                                                   |                                                   |                                                   |                                                   |                                                   |                                                   |  |  |  |  |  |  |  |  |  |  |  |  |
|  |  |  |  |                                                      |                                                      |                                                      |                                                      |                                                      |                                                      |                        |                        |                                   |                                   |                                    |                                    |                                     |                                     |                                       |                                       |                                       |                                       | Biorno, filho de Érico Björn Eriksson |                                       |                                       |                                 |                                 |                                 |                      |                      |                                      |                                      |                                                   |                                                   |                                                   |                                                   |                                                   |                                                   |  |  |  |  |  |  |  |  |  |  |  |  |
|  |  |  |  |                                                      |                                                      |                                                      |                                                      |                                                      |                                                      |                        |                        |                                   |                                   |                                    |                                    |                                     |                                     |                                       |                                       |                                       |                                       |                                       |                                       |                                       |                                 |                                 |                                 |                      |                      |                                      |                                      |                                                   |                                                   |                                                   |                                                   |                                                   |                                                   |  |  |  |  |  |  |  |  |  |  |  |  |
|  |  |  |  |                                                      |                                                      |                                                      |                                                      |                                                      |                                                      |                        |                        |                                   |                                   |                                    |                                    |                                     |                                     |                                       |                                       |                                       |                                       |                                       |                                       |                                       |                                 |                                 |                                 |                      |                      |                                      |                                      |                                                   |                                                   |                                                   |                                                   |                                                   |                                                   |  |  |  |  |  |  |  |  |  |  |  |  |
|  |  |  |  | Rainha consorte Sigride, a Orgulhosa Sigrid storråde | Rainha consorte Sigride, a Orgulhosa Sigrid storråde | Rainha consorte Sigride, a Orgulhosa Sigrid storråde | Rainha consorte Sigride, a Orgulhosa Sigrid storråde | Rainha consorte Sigride, a Orgulhosa Sigrid storråde | Rainha consorte Sigride, a Orgulhosa Sigrid storråde |                        |                        | Érico, o Vitorioso Erik Segersäll | Érico, o Vitorioso Erik Segersäll | Érico, o Vitorioso Erik Segersäll  | Érico, o Vitorioso Erik Segersäll  | Érico, o Vitorioso Erik Segersäll   | Érico, o Vitorioso Erik Segersäll   |                                       |                                       |                                       |                                       |                                       |                                       |                                       |                                 |                                 |                                 |                      |                      |                                      |                                      | Olavo, filho de Biorno Olof Björnsson             | Olavo, filho de Biorno Olof Björnsson             | Olavo, filho de Biorno Olof Björnsson             | Olavo, filho de Biorno Olof Björnsson             | Olavo, filho de Biorno Olof Björnsson             | Olavo, filho de Biorno Olof Björnsson             |  |  |  |  |  |  |  |  |  |  |  |  |
|  |  |  |  | Rainha consorte Sigride, a Orgulhosa Sigrid storråde | Rainha consorte Sigride, a Orgulhosa Sigrid storråde | Rainha consorte Sigride, a Orgulhosa Sigrid storråde | Rainha consorte Sigride, a Orgulhosa Sigrid storråde | Rainha consorte Sigride, a Orgulhosa Sigrid storråde | Rainha consorte Sigride, a Orgulhosa Sigrid storråde |                        |                        | Érico, o Vitorioso Erik Segersäll | Érico, o Vitorioso Erik Segersäll | Érico, o Vitorioso Erik Segersäll  | Érico, o Vitorioso Erik Segersäll  | Érico, o Vitorioso Erik Segersäll   | Érico, o Vitorioso Erik Segersäll   |                                       |                                       |                                       |                                       |                                       |                                       |                                       |                                 |                                 |                                 |                      |                      |                                      |                                      | Olavo, filho de Biorno Olof Björnsson             | Olavo, filho de Biorno Olof Björnsson             | Olavo, filho de Biorno Olof Björnsson             | Olavo, filho de Biorno Olof Björnsson             | Olavo, filho de Biorno Olof Björnsson             | Olavo, filho de Biorno Olof Björnsson             |  |  |  |  |  |  |  |  |  |  |  |  |
|  |  |  |  |                                                      |                                                      |                                                      |                                                      |                                                      |                                                      |                        |                        |                                   |                                   |                                    |                                    |                                     |                                     |                                       |                                       |                                       |                                       |                                       |                                       |                                       |                                 |                                 |                                 |                      |                      |                                      |                                      |                                                   |                                                   |                                                   |                                                   |                                                   |                                                   |  |  |  |  |  |  |  |  |  |  |  |  |
|  |  |  |  |                                                      |                                                      |                                                      |                                                      |                                                      |                                                      |                        |                        |                                   |                                   |                                    |                                    |                                     |                                     |                                       |                                       |                                       |                                       |                                       |                                       |                                       |                                 |                                 |                                 |                      |                      |                                      |                                      |                                                   |                                                   |                                                   |                                                   |                                                   |                                                   |  |  |  |  |  |  |  |  |  |  |  |  |
|  |  |  |  |                                                      |                                                      |                                                      |                                                      | Rainha consorte Estrid                               | Rainha consorte Estrid                               | Rainha consorte Estrid | Rainha consorte Estrid | Rainha consorte Estrid            | Rainha consorte Estrid            |                                    |                                    | Olavo, o Tesoureiro Olof Skötkonung | Olavo, o Tesoureiro Olof Skötkonung | Olavo, o Tesoureiro Olof Skötkonung   | Olavo, o Tesoureiro Olof Skötkonung   | Olavo, o Tesoureiro Olof Skötkonung   | Olavo, o Tesoureiro Olof Skötkonung   |                                       |                                       | Amante legítima Edla                  | Amante legítima Edla            | Amante legítima Edla            | Amante legítima Edla            | Amante legítima Edla | Amante legítima Edla |                                      |                                      | Nobre sueco Estirbiorno, o Forte Styrbjörn Starke | Nobre sueco Estirbiorno, o Forte Styrbjörn Starke | Nobre sueco Estirbiorno, o Forte Styrbjörn Starke | Nobre sueco Estirbiorno, o Forte Styrbjörn Starke | Nobre sueco Estirbiorno, o Forte Styrbjörn Starke | Nobre sueco Estirbiorno, o Forte Styrbjörn Starke |  |  |  |  |  |  |  |  |  |  |  |  |
|  |  |  |  |                                                      |                                                      |                                                      |                                                      | Rainha consorte Estrid                               | Rainha consorte Estrid                               | Rainha consorte Estrid | Rainha consorte Estrid | Rainha consorte Estrid            | Rainha consorte Estrid            |                                    |                                    | Olavo, o Tesoureiro Olof Skötkonung | Olavo, o Tesoureiro Olof Skötkonung | Olavo, o Tesoureiro Olof Skötkonung   | Olavo, o Tesoureiro Olof Skötkonung   | Olavo, o Tesoureiro Olof Skötkonung   | Olavo, o Tesoureiro Olof Skötkonung   |                                       |                                       | Amante legítima Edla                  | Amante legítima Edla            | Amante legítima Edla            | Amante legítima Edla            | Amante legítima Edla | Amante legítima Edla |                                      |                                      | Nobre sueco Estirbiorno, o Forte Styrbjörn Starke | Nobre sueco Estirbiorno, o Forte Styrbjörn Starke | Nobre sueco Estirbiorno, o Forte Styrbjörn Starke | Nobre sueco Estirbiorno, o Forte Styrbjörn Starke | Nobre sueco Estirbiorno, o Forte Styrbjörn Starke | Nobre sueco Estirbiorno, o Forte Styrbjörn Starke |  |  |  |  |  |  |  |  |  |  |  |  |
|  |  |  |  |                                                      |                                                      |                                                      |                                                      |                                                      |                                                      |                        |                        |                                   |                                   |                                    |                                    |                                     |                                     |                                       |                                       |                                       |                                       |                                       |                                       |                                       |                                 |                                 |                                 |                      |                      |                                      |                                      |                                                   |                                                   |                                                   |                                                   |                                                   |                                                   |  |  |  |  |  |  |  |  |  |  |  |  |
|  |  |  |  |                                                      |                                                      |                                                      |                                                      |                                                      |                                                      |                        |                        |                                   |                                   |                                    |                                    |                                     |                                     |                                       |                                       |                                       |                                       |                                       |                                       |                                       |                                 |                                 |                                 |                      |                      |                                      |                                      |                                                   |                                                   |                                                   |                                                   |                                                   |                                                   |  |  |  |  |  |  |  |  |  |  |  |  |
|  |  |  |  | Ingegerda                                            | Ingegerda                                            | Ingegerda                                            | Ingegerda                                            | Ingegerda                                            | Ingegerda                                            |                        |                        | Anundo Jacó Anund Jakob           | Anundo Jacó Anund Jakob           | Anundo Jacó Anund Jakob            | Anundo Jacó Anund Jakob            | Anundo Jacó Anund Jakob             | Anundo Jacó Anund Jakob             |                                       |                                       | Emundo, o Velho Emund den gamle       | Emundo, o Velho Emund den gamle       | Emundo, o Velho Emund den gamle       | Emundo, o Velho Emund den gamle       | Emundo, o Velho Emund den gamle       | Emundo, o Velho Emund den gamle |                                 |                                 | Astride              | Astride              | Astride                              | Astride                              | Astride                                           | Astride                                           |                                                   |                                                   |                                                   |                                                   |  |  |  |  |  |  |  |  |  |  |  |  |
|  |  |  |  | Ingegerda                                            | Ingegerda                                            | Ingegerda                                            | Ingegerda                                            | Ingegerda                                            | Ingegerda                                            |                        |                        | Anundo Jacó Anund Jakob           | Anundo Jacó Anund Jakob           | Anundo Jacó Anund Jakob            | Anundo Jacó Anund Jakob            | Anundo Jacó Anund Jakob             | Anundo Jacó Anund Jakob             |                                       |                                       | Emundo, o Velho Emund den gamle       | Emundo, o Velho Emund den gamle       | Emundo, o Velho Emund den gamle       | Emundo, o Velho Emund den gamle       | Emundo, o Velho Emund den gamle       | Emundo, o Velho Emund den gamle |                                 |                                 | Astride              | Astride              | Astride                              | Astride                              | Astride                                           | Astride                                           |                                                   |                                                   |                                                   |                                                   |  |  |  |  |  |  |  |  |  |  |  |  |
|  |  |  |  |                                                      |                                                      |                                                      |                                                      |                                                      |                                                      |                        |                        |                                   |                                   |                                    |                                    |                                     |                                     |                                       |                                       | Príncipe Anund Emundsson              |                                       |                                       |                                       |                                       |                                 |                                 |                                 |                      |                      |                                      |                                      |                                                   |                                                   |                                                   |                                                   |                                                   |                                                   |  |  |  |  |  |  |  |  |  |  |  |  |